# Condado de Victoria (Austrália do Sul)
O Condado de Victoria é um dos 49 condados da Austrália do Sul. Foi proclamado pelo Governador Richard MacDonnell em 1857 e  provavelmente nomeado pela Rainha Victoria. Abrange a área do Golfo Spencer costa e interior no Norte médio do estado de Port Pirie no noroeste para perto do Monte Bryan no sudeste, incluindo a maioria da bacia hidrográfica do Rio Broughton.

## Hundreds
O condado é dividido nos seguintes 26 hundreds:
- Hundred de Anne, estabelecida em 1863
- Hundred of Belalie, estabelecida em 1870
- Hundred de Blacker, estabelecida em 1893
- Hundred de Bonython, estabelecida em 1893
- Hundred de Booyoolie, estabelecida em 1871
- Hundred de Bundaleer, estabelecida em 1869
- Hundred de Caltowie, estabelecida em 1871
- Hundred de Catt, estabelecida em 1889
- Hundred de Chillundie, estabelecida em 1893
- Hundred de Crystal Brook, estabelecida em 1871
- Hundred de Goode, estabelecida em 1893
- Hundred de Guthrie, estabelecida em 1893
- Hundred de Horn, estabelecida em 1889
- Hundred de Howe, estabelecida em 1891
- Hundred de Moule, estabelecida em 1889
- Hundred de Napperby, estabelecida em 1874
- Hundred de Narridy, estabelecida em 1871
- Hundred de O'Loughlin, estabelecida em 1896
- Hundred de Pethick, estabelecida em 1929
- Hundred de Pirie, estabelecida em 1874
- Hundred de Reynolds, estabelecida em 1869
- Hundred de Wallanippie, estabelecida em 1893
- Hundred de Wandana, estabelecida em 1893
- Hundred de Wandearah, estabelecida em 1874
- Hundred de Whyte, estabelecida em 1869
- Hundred de Yangya, estabelecida em 1869